# Nowa Stacja

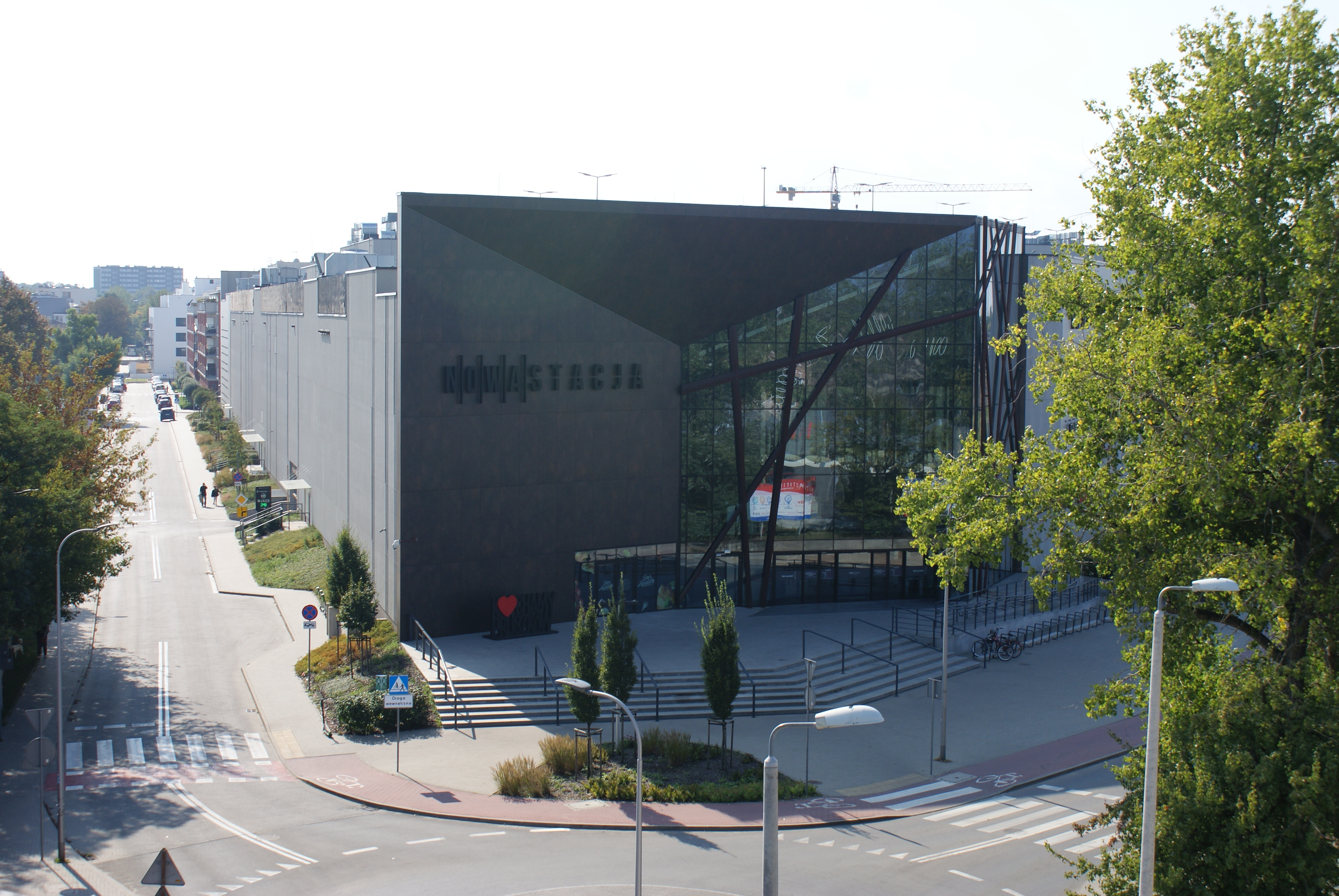
Wejście główne do budynku

Nowa Stacja – centrum handlowo-rozrywkowe w Pruszkowie w województwie mazowieckim w Polsce, otwarte w 2018 roku.

## Opis

### Budowa

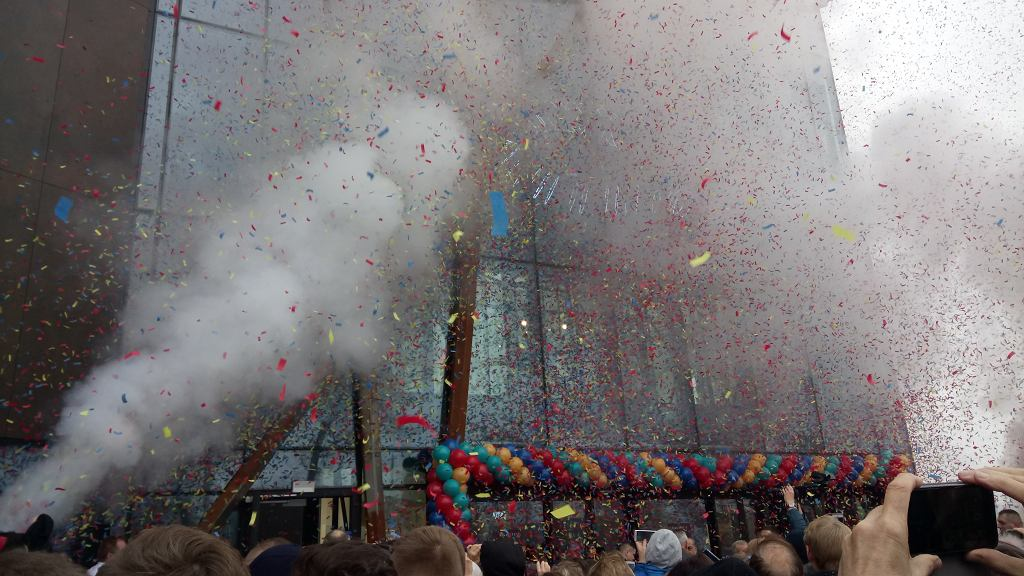
Otwarcie Nowej Stacji (10 listopada 2018)

Budowa galerii handlowej w Pruszkowie rozpoczęła się w kwietniu 2017 roku, a zakończyła w listopadzie 2018, oficjalne otwarcie odbyło się 10 listopada. Wykonawcą generalnym budynku jest firma Karmar, a inwestorem ECC Real Estate. 
Obiekt powstał na terenie dawnych Zakładów Przemysłowych  „1-go Maja” w Pruszkowie, w celu upamiętnienia istnienia tego zakładu, w centrum handlowym znajduje się jedna z obrabiarek wyprodukowanych w fabryce. 

### Architektura
Pruszkowska galeria posiada powierzchnię użytkową wynoszącą 27 000 m² oraz kubaturę 58 100 m³. Nowa Stacja wielkością porównywalna jest do Sadyba Best Mall w Warszawie. W centrum znalazło się 120 lokali handlowo-usługowych. Budynek ma 4 kondygnacje (w tym jedną podziemną). Posiada też dwa parkingi: jeden zlokalizowany jest na dachu i prowadzi do niego rampa ślimakowa, drugi zlokalizowany jest pod ziemią (łącznie 800 miejsc parkingowych). Do Nowej Stacji prowadzą dwa oszklone wejścia o konstrukcji stalowej. Elewacja budynku została wykonana w technologii lekkiej mokrej i wentylowanej, izolację dachu wykonano natomiast w systemie bezspoinowym. 

### Najemcy
W galerii mieści się dużo sklepów stacjonarnych znanych marek odzieżowych (m.in. H&M, Reserved, HalfPrice, Sinsay i House), supermarket Carrefour oraz salon RTV euro AGD. Centrum posiada "stację smaków" z restauracjami fast food np. McDonald’s, KFC i Pizza Hut, otwarto tutaj też siedmiosalowe Multikino.
Nowa Stacja posiada certyfikat BREEM na poziomie VERY GOOD.